# Lombard Pápa Termál Futball Club
La Lombard Pápa Termál Futball Club, anche abbreviato in Lombard Pápa TFC ma meglio noto come Lombard Pápa, è stata una società calcistica ungherese con sede nella città di Pápa, fondata nel 2004. Ha militato nella Nemzeti Bajnokság I, la massima serie del campionato ungherese di calcio, per otto stagioni. In precedenza, dal 1995 al 2004 la società era denominata Pápai ELC.

## Palmarès

### Altri piazzamenti
- Coppa di Lega ungherese:

Semifinalista: 2011-2012
- Nemzeti Bajnokság II:

Secondo posto: 2008-2009

## Organico

### Rosa 2014-2015
| N. |                       | Ruolo | Calciatore        |
| -- | --------------------- | ----- | ----------------- |
| 4  | Ungheria (bandiera)   | D     | Gábor Tóth        |
| 5  | Ungheria (bandiera)   | D     | Bence Jagodics    |
| 7  | Ungheria (bandiera)   | C     | Milán Faggyas     |
| 8  | Ungheria (bandiera)   | D     | Tamás Nagy        |
| 9  | Ungheria (bandiera)   | A     | Róbert Waltner    |
| 10 | Brasile (bandiera)    | C     | Bernardo          |
| 11 | Lettonia (bandiera)   | C     | Vadims Žuļevs     |
| 13 | Ungheria (bandiera)   | C     | Tamás Csilus      |
| 17 | Romania (bandiera)    | C     | Andrei Florean    |
| 19 | Slovacchia (bandiera) | C     | Marián Sluka      |
| 20 | Ungheria (bandiera)   | A     | Krisztián Kenesei |
| 22 | Ungheria (bandiera)   | P     | Tamás Markek      |

| N. |                     | Ruolo | Calciatore             |
| -- | ------------------- | ----- | ---------------------- |
| 23 | Ungheria (bandiera) | P     | Gábor Horváth          |
| 24 | Romania (bandiera)  | C     | Andrei Coroian         |
| 25 | Ungheria (bandiera) | D     | Szabolcs Gál           |
| 27 | Ungheria (bandiera) | P     | Lajos Szűcs (capitano) |
| 28 | Ungheria (bandiera) | A     | Krisztián Benkő        |
| 31 | Ungheria (bandiera) | C     | Botond Király          |
| 55 | Serbia (bandiera)   | D     | Milan Bogunović        |
| 77 | Ungheria (bandiera) | C     | Richárd Horváth        |
| 85 | Ungheria (bandiera) | D     | Csaba Csizmadia        |
| 89 | Serbia (bandiera)   | A     | Saša Popin             |
| 97 | Ungheria (bandiera) | D     | Bálint Böröczky        |
|    | Gambia (bandiera)   | A     | Haruna Jammeh          |

### Stagioni passate
- 2007-2008
- 2012-2013